# Cơm gà Hải Nam (phim)
Cơm gà Hải Nam (tiếng Anh: Rice Rhapsody hoặc Hainan Chicken Rice, tiếng Hoa: 海南雞飯) là một bộ phim sản xuất năm 2004 do Tất Quốc Trí (Kenneth Bi) đạo diễn. Diễn viên gồm có Trương Ngải Gia, Chân Văn Đạt, nhân vật chính trong chương trình dạy nấu ăn nổi tiếng mang tên Yan Can Cook, và Phạm Lê Tân, một chàng trai gốc Việt. Thành Long là một trong những nhà sản xuất.

## Nội dung
Câu chuyện diễn ra ở khu phố Tàu Singapore. Jen bị chồng bỏ đã 12 năm, một mình nuôi 3 người con trai khôn lớn với quán cơm gà Hải Nam nổi tiếng. 2 con trai lớn, Daniel, một tiếp viên hàng không, và Harry, đã công khai là người đồng tính. Người con trai út, Leo, hiện đang học phổ thông. Jen rất sợ Leo cũng là người đồng tính nên đã bàn với Kim Chui, một người đàn ông có tiệm cơm thịt vịt gần đó và đã yêu thầm Jen từ lâu, tìm cách để Leo không trở thành người đồng tính.
Kim Chui giới thiệu một nữ sinh xinh đẹp tham gia chương trình trao đổi từ Pháp, Sabine, bằng tuổi với Leo vào ở nhà Jen nhằm tạo mối quan hệ giữa Kim Chui và Leo. Tình bạn của họ sau cùng cũng tốt đẹp. Sabine là một người bí ẩn nhưng rất biết chia sẻ và cảm thông đặc biệt là với Jen. Khi Batman, bạn thân của Leo, thông báo rời Singapore, Leo trở nên buồn bã và bị Jen phát hiện điều này. Jen hết sức thất vọng và đuổi Leo ra khỏi nhà.
Khi TV đưa tin về đám cưới đồng tính của Daniel, Jen trở nên suy sụp. Sabine đã ở bên bà và an ủi bà trong khi Kim Chui thì thường xuyên khuyên nhủ. Sau một thời gian và khi tham gia một bữa tiệc sinh nhật của Harry chứng kiến sự vui vẻ và quan tâm của vài người bạn của Harry và chứng kiến Leo tham gia thi tài nấu ăn với mình trong một cuộc thi, Jen dần dần thay đổi và trở nên hạnh phúc với những người con của mình.

## Diễn viên
| - Trương Ngải Gia - Jen - Chân Văn Đạt - Kim Chui - Mélanie Laurent - Sabine - Phạm Lê Tân (LePham Tan) - Leo - Andy Mok - Batman - Craig Toh - Harry | - Alvin Chiang - Daniel - Maggie Q - Gigi - Lăng Ba - Grandma - Kinh Hán - Grandpa (credited as Ronald Bi) - Samuel Chong - Master of Ceremony - Tống Tú Huyên - Jennifer |

## Đánh giá
Bộ phim đã mang đến sự gặp gỡ giữa truyền thống và hiện đại, giữa phương Đông và phương Tây, giữa cái đúng và cái sai, giữa tình yêu và món ăn, trong đó cơm gà Hải Nam là đặc sản nổi tiếng của Singapore.

## Giải thưởng
- Giải thưởng phim Hồng Kông lần thứ 25:
  - Đạt giải: Đạo diễn mới xuất sắc (Tất Quốc Trí)
  - Đề cử: Nữ diễn viên xuất sắc (Trương Ngải Gia)
- Giải Jury cho nữ diễn viên xuất sắc (Trương Ngãi Gia, Liên hoan phim Newport Beach 2005)
- Giải bạch kim cho tác phẩm đầu tay (Tất Quốc Trí, Worldfest Houston 2005)
- Thuộc mười bộ phim tiếng Hoa hay nhất 2005 (Hiệp hội phê bình phim Trung Hoa)
- Kịch bản xuất sắc (Tất Quốc Trí, Văn phòng Thông tin Chính phủ Đài Loan)